# Proclamation de la République irlandaise
Cet article concerne la proclamation de la République irlandaise en 1916. Ne doit pas être confondu avec la Déclaration d'indépendance de l'Irlande en 1919.

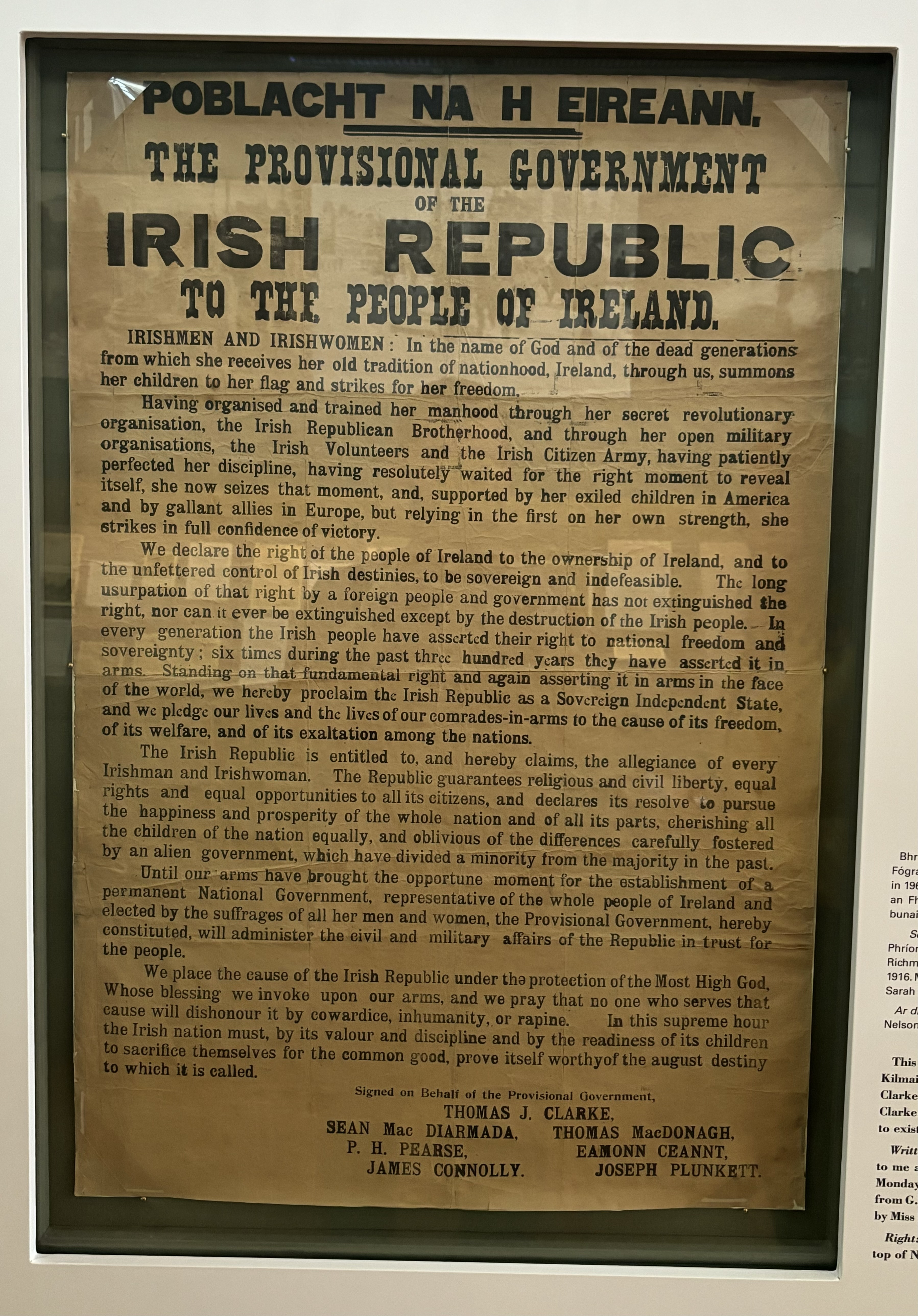
Texte de la Proclamation de Pâques, conservé à la prison de Kilmainham.

La Proclamation de la République irlandaise (en irlandais : Forógra na Poblachta ; en anglais : Proclamation of the Irish Republic), également connue sous le nom de proclamation de Pâques ou proclamation de 1916, fait référence à une proclamation lancée à Dublin par deux groupes indépendantistes irlandais, les Irish Volunteers et l'Irish Citizen Army le 24 avril 1916 et qui s'accompagna d'une insurrection armée.
Outre l'affiche de la déclaration, l'action a débuté par la proclamation du texte d'indépendance par Patrick Pearse dans l'artère principale de Dublin, précisément devant la Poste centrale de la rue Sackville, devenu aujourd'hui, O'Connell Street.
La proclamation est calquée sur la proclamation de l'indépendance faite par Robert Emmet lors de la rébellion de 1803.

## Affiche
Il n'existe plus qu'une trentaine d'affiches originelles connues. Ces affiches ont été réalisées en deux parties par Willie O'Brien, Michael Molloy et Christopher Brady, faute de caractères d'impression en nombre suffisant. Pour pallier ce problème, deux polices sont utilisées pour les e, la lettre la plus fréquente en anglais. Certains caractères ont été transformés avec de la cire, comme le C de REPUBLIC obtenu à partir d'un O.
On en trouve de très nombreuses copies en Irlande, dont une dans chaque école. Une des originales se trouve au National Print Museum de Dublin. Un original a été vendu 390 000 € en 2004.

### Signataires
- Thomas J. Clarke
- Seán Mac Diarmada
- Thomas MacDonagh
- P. H. Pearse
- Éamonn Ceannt
- James Connolly
- Joseph Plunkett

## Déclaration
Conformément au programme élaboré, Patrick Pearse proclame la République irlandaise devant une foule médusée et peu enthousiaste.

## Texte
| POBLACHT NA hÉIREANN THE PROVISIONAL GOVERNMENT OF THE IRISH REPUBLIC TO THE PEOPLE OF IRELAND IRISHMEN AND IRISHWOMEN: | RÉPUBLIQUE DE L'ÉIRE LE GOUVERNEMENT PROVISOIRE DE LA RÉPUBLIQUE IRLANDAISE AU PEUPLE D'IRLANDE IRLANDAIS ET IRLANDAISES : |
| In the name of God and of the dead generations from which she receives her old tradition of nationhood, Ireland, through us, summons her children to her flag and strikes for her freedom. | Au nom de Dieu et des générations disparues dont elle hérite de son ancienne tradition de nation, l'Irlande, à travers nous, appelle ses enfants à son drapeau et se bat pour sa liberté. |
| Having organised and trained her manhood through her secret revolutionary organisation, the Irish Republican Brotherhood, and through her open military organisations, the Irish Volunteers and the Irish Citizen Army, having patiently perfected her discipline, having resolutely waited for the right moment to reveal itself, she now seizes that moment, and supported by her exiled children in America and by gallant allies in Europe, but relying in the first on her own strength, she strikes in full confidence of victory. | Ayant organisé et formé ses hommes à travers son organisation révolutionnaire secrète, l'Irish Republican Brotherhood, et à travers ses organisations militaires publiques, les Irish Volunteers et l'Irish Citizen Army, ayant patiemment perfectionné sa discipline, après avoir résolument attendu le bon moment pour se révéler, elle saisit maintenant ce moment et, appuyée par ses enfants exilés en Amérique et par de braves alliés en Europe, mais s'appuyant d'abord sur ses propres forces, elle se bat en ayant pleine confiance de la victoire. |
| We declare the right of the people of Ireland to the ownership of Ireland and to the unfettered control of Irish destinies, to be sovereign and indefeasible. The long usurpation of that right by a foreign people and government has not extinguished the right, nor can it ever be extinguished except by the destruction of the Irish people. In every generation the Irish people have asserted their right to national freedom and sovereignty; six times during the past three hundred years they have asserted it in arms. Standing on that fundamental right and again asserting it in arms in the face of the world, we hereby proclaim the Irish Republic as a Sovereign Independent State, and we pledge our lives and the lives of our comrades in arms to the cause of its freedom, of its welfare, and of its exaltation among the nations. | Nous déclarons le droit du peuple irlandais à la propriété de l'Irlande et au libre contrôle de ses destins irlandais, à la souveraineté et à l'imprescriptibilité. La longue usurpation de ce droit par un peuple et un gouvernement étrangers ne l'a pas éteint et ne peut jamais être éteinte sans la destruction du peuple irlandais. À chaque génération, le peuple irlandais a revendiqué son droit à la liberté et à la souveraineté nationales; six fois au cours des trois cents dernières années, ils l'ont revendiqué. Forts de ce droit fondamental et le réaffirmant une fois de plus devant la face du monde, nous proclamons la République irlandaise État souverain indépendant, et nous engageons nos vies et celle de nos camarades de combat pour la cause de sa liberté, de son bien-être et de son exaltation parmi les nations. |
| The Irish Republic is entitled to, and hereby claims, the allegiance of every Irishman and Irishwoman. The Republic guarantees religious and civil liberty, equal rights and equal opportunities to all its citizens, and declares its resolve to pursue the happiness and prosperity of the whole nation and of all its parts, cherishing all the children of the nation equally, and oblivious of the differences carefully fostered by an alien Government, which have divided a minority from the majority in the past. | La République irlandaise a le droit et revendique l'allégeance de tous les Irlandais et de toutes les Irlandaises. La République garantit la liberté religieuse et civile, l'égalité des droits et l'égalité des chances à tous ses citoyens, et se déclare résolue à rechercher le bonheur et la prospérité de la nation entière et de toutes ses parties, en veillant sur un pied d'égalité pour tous les enfants de la nation et en oubliant tous les soucis. les différences soigneusement entretenues par un gouvernement étranger, qui a divisé une minorité de la majorité par le passé. |
| Until our arms have brought the opportune moment for the establishment of a permanent National Government, representative of the whole people of Ireland and elected by the suffrages of all her men and women, the Provisional Government, hereby constituted, will administer the civil and military affairs of the Republic in trust for the people. | Jusqu'à ce que nos armes aient apporté le moment opportun pour la mise en place d'un gouvernement national permanent, représentant de tout le peuple irlandais et élu au suffrage universel, le gouvernement provisoire, constitué par les présentes, se chargera des affaires civiles et militaires de la République, tout en confiance pour le peuple. |
| We place the cause of the Irish Republic under the protection of the Most High God, Whose blessing we invoke upon our arms, and we pray that no one who serves that cause will dishonour it by cowardice, inhumanity, or rapine. In this supreme hour the Irish nation must, by its valour and discipline, and by the readiness of its children to sacrifice themselves for the common good, prove itself worthy of the august destiny to which it is called. | Nous plaçons la cause de la République irlandaise sous la protection du Dieu Très Haut, dont nous invoquons la bénédiction sur nos bras, et nous prions pour que ceux qui servent cette cause ne la déshonorent pas par la lâcheté, l'inhumanité ou le rapin. En cette heure suprême, la nation irlandaise doit, par son courage et sa discipline, et par la volonté de ses enfants de se sacrifier pour le bien commun, se montrer digne de l'auguste destin auquel elle est appelée. |
| Signed on behalf of the Provisional Government: | Signé au nom du gouvernement provisoire: |
| THOMAS J. CLARKE SEAN Mac DIARMADA P. H. PEARSE JAMES CONNOLLY THOMAS MacDONAGH EAMONN CEANNT JOSEPH PLUNKETT | |

## Combats
À la suite de la déclaration les insurgés prennent la poste. Alors que des pillards profitent de la confusion, les insurgés essaient de remettre de l'ordre. Les Britanniques ne tardent pas à mettre en place une riposte.
Les combats entre les indépendantistes et les Britanniques détruisent le centre ville de Dublin, il en résulte qu'il n'existe qu'un faible nombre d'affiches en circulation. Les Britanniques finissent, dans le sang, par soumettre les indépendantistes survivants, mais cet événement est considéré comme le début de la prise d'indépendance du sud de l’Irlande six ans plus tard.